# Flexografia

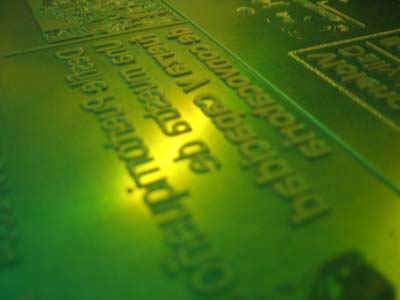
Imatge d'una matriu flexogràfica

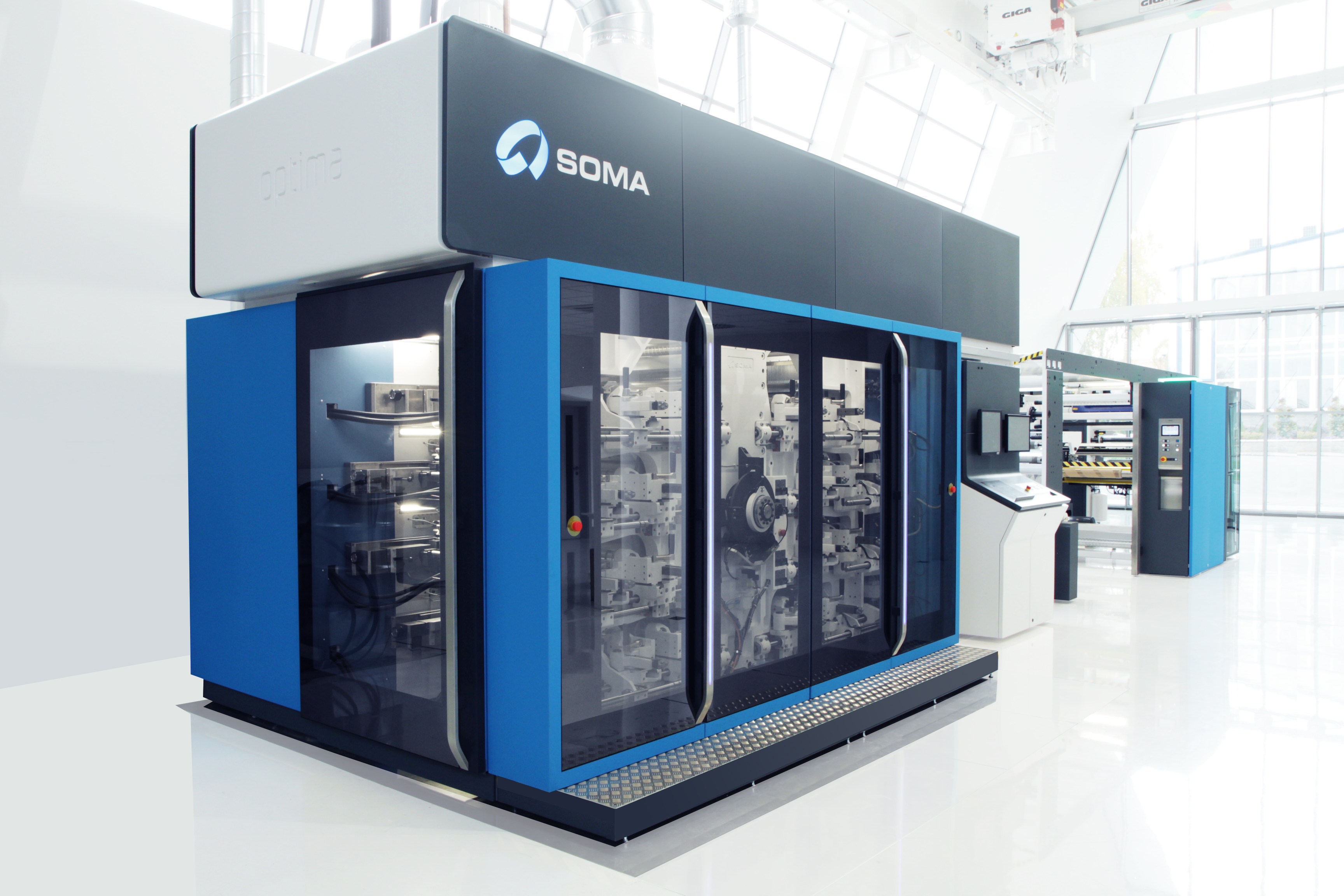
Rotativa flexogràfica SOMA Optima

La flexografia és una tècnica d'impressió en relleu on la matriu és d'un material elàstic, com ara un fotopolímer. Aquesta característica permet imprimir sobre materials que amb d'altres sistemes no seria possible, com ara cartró ondulat, làmines plàstiques primes o paper tissú.
Aquest sistema fa servir tintes líquides d'assecat ràpid. La tinta s'aplica sobre la matriu a través d'un roleu anomenat anilox. L'anilox, mitjançant una trama d'alvèols gravats a la seva superfície, transfereix una capa molt prima i regular sobre el relleu de la forma impressora, que tot seguit la transferirà al suport definitiu.
La flexografia és un dels sistemes més habituals en la impressió d'envasos, des de capses de cartró, pel·lícules o films plàstics, bosses de paper i de plàstic, tovallons, diaris...
La diferencia principal entre la flexografia i la tipografia està en les planxes d'impressió que s'utilitzen: els materials de les que s'utilitzen en la flexografia són de material gomós i flexible.

## Principis de la flexografia
Va néixer a França, tot i que els primers intents de producció es va realitzar a Anglaterra. Va ser a finals del segle xix i es va utilitzar com a mètode per estampar envasos i paquets de diferents tipus. Es van utilitzar premses tipogràfiques però canviant les planxes usuals per unes altres a base de cartutxos. En un principi, aquest sistema d'impressió es coneixia com a "impressió a l'anilina" o impressió amb goma.
Les tintes de base alcohòlica i aquosa, després de la II Guerra Mundial, es van anar substituint per les de anilina, i a partir d'aquí el procés va començar a anomenar-se flexografia.
Aquest mètode d'impressió va començar a tenir una gran importància en el món del envasos de tot tipus.

## Funcionament
Passos per una impressió a partir del mètode de la flexografia:
1. Preparar una planxa de material gomós i flexible. La imatge haurà d'estar impresa de forma invertida (com un mirall) perquè quan fem la impressió quedi correctament. Les parts de la imatge que volem que es quedin impreses hauran d'estar en relleu amb comparació amb les no impreses.[2]
2. La planxa s'ajusta a un primer cilindre anomenat "cilindre portaforma".
3. S'enganxa el paper on volem crear la impressió entre el primer cilindre i un segon.
4. En un tercer cilindre fet de ceràmica o d'acer, està cobert d'un relleu de petits forats, i és on trobaríem la tinta.
5. Un cop en marxa, aquests cilindres comencen a girar i la tinta, des d'un dispositiu tancat, es va desprenent. Només quedaran tintades les zones en relleu, ja que en les zones més baixes la tinta no podrà arribar-hi i la zona quedarà seca.[3]

## Avantatges
Els sistemes mecànics i la mescla de fluids que s'utilitzen en aquest tipus d'impressió són més simples que els de òfset. Per aquest motiu, són més fàcils de mantenir.
Les planxes flexibles, s'adapten fàcilment a superfícies raonablement desiguals, per la qual cosa podem imprimir en materials como cartró corrugador i un altre tipus d'embalatges sense aplicar gaire pressió (kiss printing).
Les característiques del substrat imprimible i les planxes fan que la flexografia no sigui un procés d'impressió de precisió similar al rotogravat o la litografia òfset.
Malgrat que és un sistema relativament simple, per mantenir un nivell de qualitat elevat cal mantenir-ne un estricte control, si no el color pot ser molt desigual i la impressió pot tenir halos o zones desiguals.
La velocitat del sistema i el ràpid assecat ajuden perquè els rebentats trapping) del procés siguin menors del que la manca de detall del substrat i la planxa podrien necessitar.
Las característiques de la planxa i los substrats fan que les lineatures i les grandàries mínimes de tipografia reproduïbles siguin més limitades que no pas en processos como l'òfset o el rotogravat.
El cost de les planxes és major que en la litografia òfset, però les planxes aguanten tiratges força llargs i són molt més barats que no pas les del rotogravat.
Inconvenients

## Tipus de flexografia[4]

### Flexografia amb tintes base aigua
El funcionament d'aquest tipus de flexografia es base en transmetre una tinta, després es passa pel forn y seguidament s'evapora l'aigua. Finalment es queda el pigment sobre la superfície.

### Flexografia amb llum UV
Aquest tipus es base amb la utilització d'un aparell instantani per a assecar la tinta i convertir-la en sòlid, amb l'objectiu de proporcionar majors resistències físiques i químiques.

## Altres tipus d'impressió[calcitació]
- La xilografia: consisteix en gravat sobre fusta.
- Gravat al buit: que és la fotografia de documents sobre el zinc o fulls de coure.
- Heliogravat: similar a Fotogravat sobre plaques de coure però utilitzant aiguafort.
- Litografia: on això està gravat en plaques de pedra calcària.
- Collotype: que consisteix en gravat sobre vidre una gelatina especial.
- Flexografia: que és la impressió sobre determinats materials.

## Premses

### Pila de premsa
Les estacions de color s'apilen verticalment, cosa que facilita l'accés. Aquesta premsa és capaç d'imprimir a ambdós costats del substrat.

### Premsa d'impressió central
Totes les estacions de color es troben en un cercle al voltant del cilindre d'impressió. Aquesta premsa només pot imprimir d'una banda. Avantatge: registre excel·lent.

### Premsa en línia
Les estacions de color es col·loquen horitzontalment. Aquesta premsa s'imprimeix a banda i banda, a través d'una barra de canvis. Avantatge: es pot imprimir en substrats més pesats, com ara plaques corrugades.

## Aplicacions
Flexo té un avantatge sobre la litografia, ja que pot utilitzar una gamma més àmplia de tintes, a base d'aigua i no a tintes a base de petroli, i és bo per imprimir en diferents materials com ara plàstic, paper d'alumini, film d'acetat, paper marró i altres materials. utilitzat en envasos. Els productes típics impresos amb flexografia inclouen caixes corrugades marrons, envasos flexibles, incloent bosses de venda i venda, bosses i sacs d'alimentació i higiene, envasos de llet i beguda, plàstics flexibles, etiquetes autoadhesives, tasses i contenidors, sobres i paper pintat. En els últims anys també s'ha produït un pas cap als laminats, on dos o més materials estan units per produir nous materials amb propietats diferents que qualsevol dels originals. Diversos diaris ara eviten el procés de litografia compensat més comú a favor del flexo. Les tintes flexogràfiques, com les utilitzades en gravat i, a diferència d'aquelles que s'utilitzen en la litografia, generalment tenen una baixa viscositat. Això permet un assecat més ràpid i, en conseqüència, una producció més ràpida, que es tradueix en menors costos.
Les velocitats de premsa d'impressió de fins a 750 metres per minut (2000 peus per minut) es poden aconseguir ara amb impressores de gamma alta de tecnologia moderna. La impressió flexogràfica s'utilitza àmpliament en la indústria de la conversió per imprimir materials plàstics per a envasos i altres usos finals. Per obtenir la màxima eficiència, les premses flexogràfiques produeixen grans rotllos de material que després es redueixen a la seva talla acabada en màquines de tall.